# Väster-Täckelsjön
Väster-Täckelsjön är en sjö i Bräcke kommun i Jämtland och ingår i Ljungans huvudavrinningsområde. Sjön är 13,2 meter djup, har en yta på 0,313 kvadratkilometer och befinner sig 293 meter över havet.

## Delavrinningsområde
Väster-Täckelsjön ingår i det delavrinningsområde (697921-151071) som SMHI kallar för Utloppet av Väster-Täckelsjön. Medelhöjden är 343 meter över havet och ytan är 3,78 kvadratkilometer. Räknas de 4 avrinningsområdena uppströms in blir den ackumulerade arean 20,98 kvadratkilometer. Täckelån som avvattnar avrinningsområdet har biflödesordning 3, vilket innebär att vattnet flödar genom totalt 3 vattendrag innan det når havet efter 150 kilometer. Avrinningsområdet består mestadels av skog (70 procent). Avrinningsområdet har 0,31 kvadratkilometer vattenytor vilket ger det en sjöprocent på 8,2 procent.